# András Mechwart

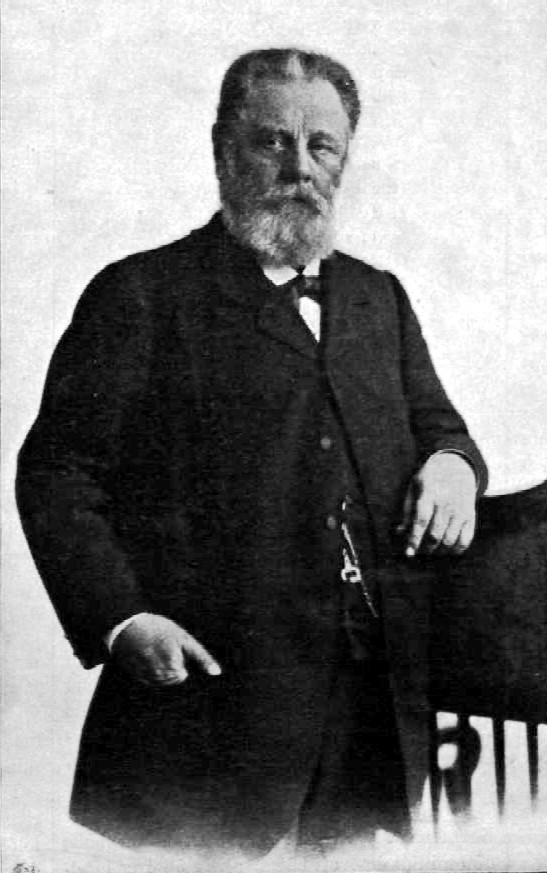
Andreas/András Mechwart von Belecska (1899)

András Mechwart, geboren als Andreas Mechwart, ab 1899 András Mechwart von Belecska (* 6. Dezember 1834 in Schweinfurt; † 14. Juni 1907 in Budapest) war ein deutscher Maschinenbauingenieur und Unternehmer in Ungarn.

## Leben
Der Sohn des Fuhrmanns Johann Georg Mechwart (1802–1837) und der Elisabetha Hoffmann (1805–1883) lernte nach der Grundschule Schlosser. Sein Gesellenstück war ein Chubbschloss, mit dem er ein städtisches Stipendium erlangte, das ihm erlaubte, sein am Polytechnikum in Augsburg begonnenes Maschinenbau-Studium 1855 abzuschließen. Bis 1859 arbeitete er bei der Nürnberger Maschinenfabrik Cramer und Klett, die vor allem Waggons und Mühlen-Einrichtungen herstellte.
Im November 1859 machte er sich auf den Weg nach Przemyśl, wo er von der Direktion der Galizischen Karl-Ludwig-Bahn ein gutes Arbeitsangebot erhalten hatte. Auf dem Weg dorthin, in Buda, bei einem Besuch seines langjährigen Jugendfreundes Anton E. Eichleiter (1831–1902), wurde er von dessen Chef Ábrahám Ganz zum Bleiben bewogen: Mechwart trat als Ingenieur in die Leitung der Fabrik ein. 
1866 heiratete er Louise Eichleiter, die Schwester seines Freundes, mit der er drei Kinder hatte: Ernst wurde Gutsbesitzer, Hugo Maschinenbauingenieur und Emma heiratete einen Anwalt aus Budapest.
Nach Ábrahám Ganzs Tod Ende 1867 wurden er, Eichleiter und Ulrich Keller von den Schweizer Erben mit der Geschäftsführung der in Ganz & Co. umbenannten Firma beauftragt. 1869 firmierte das Werk, von den Erben verkauft, unter Ganz & Co. Eisengießerei und Maschinenfabrik AG mit Mechwart als Generaldirektor. In dieser Funktion brachte Mechwart das Unternehmen in verhältnismäßig kurzer Zeit zu unerwartet hoher Blüte. 
1872 wurde eine Filiale in Ratibor eröffnet, 1878 wurde (unter Beteiligung von Déri, Bláthy, Zipernowsky) ein Elektrizitätswerk gegründet, 1880 die Fabrikanlage der Ersten Ungarischen Eisenbahn Waggonfabrik AG angekauft sowie in Mailand ein technisches Büro eingerichtet, 1887 die Leobersdorfer Maschinenfabrik weiter ausgebaut, anschließend der Hochofen von Petrova Gora gepachtet. 
Der Stammbetrieb in Buda entwickelte sich ebenfalls weiter. Im Jahre 1873 führte Andreas Mechwart auch in der Mühlenindustrie die Hartschalenguss-Walze für Getreide-Walzstühle ein. Er ließ Walzen mit Kerben herstellen und revolutionierte mit dieser Methode die Getreideverarbeitung. Ab 1873 kamen 600 bis 1500 Walzstühle hinzu. 
Zwischen 1874 und 1894 ließ sich Mechwart 22 seiner Erfindungen patentieren, von denen die neun wichtigsten die Getreideverarbeitung betrafen. Das letzte Patent in diesem Bereich erhielt er 1886. 
Mechwart vergrößerte das Budapester Unternehmen um die Sparten Dampftechnik, Elektrotechnik und Fahrzeugbau. Mit dem Bau von Mühlen, Landmaschinen und Eisenbahnwaggons trug er einen entscheidenden Anteil zur Industrialisierung Ungarns bei. Auch die Entwicklung der gegossenen Eisenbahnräder geht auf seinen Erfindergeist zurück. 
Mechwarts soziales Empfinden wird unter anderem damit belegt, dass er 1884 einen Rentenfonds für seine Angestellten gründete, den er fortan jährlich mit bedeutenden Summen unterstützte. Den Arbeitern stand darüber hinaus ein Hilfsfonds zur Verfügung, der ihnen zinslose Kreditnahme ermöglichte. Das Werk besaß 22 Arbeiterhäuser mit 445 Wohnungen; Kantinen, Bäder, Arztzimmer und Krankenkasse gehörten in den Firmenniederlassungen zum Standard. Andreas Mechwart bezahlte seine Arbeiter überdurchschnittlich; nicht zuletzt gründete er auch eine werkseigene Lehrlingsschule. 
Als er sich im Jahre 1899 in den Ruhestand zurückzog, wurde er von König Franz Joseph I. geadelt und erhielt den Zunamen „von Belecska“; in diesem Ort, Bellitsch im Komitat Tolna, besaß er Ländereien samt einem kleinen Schloss. 

## Auszeichnungen, Ehrungen
- Komturkreuz des Franz-Joseph-Ordens [2]
- Orden der Eisernen Krone III. Klasse [2]
- Königlich Preußischer Kronenorden [5][Anm. 2]
- Große Goldene Medaille der Ungarischen Akademie der Wissenschaften (1898) [5]
- Erhebung in den ungarischen Adelsstand mit dem Prädikat „von Belecska“ (1899)

Postum
- Benennung Mechwart liget (Mechwart-Park) in Budapest
- Widmung eines Raumes im Gießereimuseum des Ungarischen Technischen Museums[6]
- Benennung eines Asteroiden nach ihm: (255257) Mechwart.